# 갓 오브 워
《갓 오브 워》(God of War)는 산타모니카 스튜디오가 개발하고 소니 컴퓨터 엔터테인먼트(현:소니 인터렉티브 엔터테인먼트)가 배급하는 액션 어드벤처 게임이다. 그리스 신화를 배경으로 한 게임으로 특이한 캐릭터성, 참신한 연출, 폭력성을 극대화시킨 액션으로 전세계 게이머들의 큰 인기를 끌고 있다. 총 5편의 시리즈가 나왔고 현재 신작이 출시될 예정이다.
갓 오브 워는 플레이 스테이션 2로 플레이할 수 있는 게임이다. 또한 시리즈마다 PS3, PSP, PS4로도 출시되며 HD 리마스터까지 출시되었다.

## 게임
| 2005 | 갓 오브 워 (PS2)            |
| 2006 |                             |
| 2007 | 갓 오브 워 II               |
| 2007 | 갓 오브 워 모바일           |
| 2008 | 갓 오브 워: 올림푸스의 사슬 |
| 2009 | 갓 오브 워 콜렉션 (PS3)     |
| 2010 | 갓 오브 워 III              |
| 2010 | 갓 오브 워: 스파르타의 유령 |
| 2011 | 갓 오브 워: 오리진 콜렉션   |
| 2012 | 갓 오브 워 사가             |
| 2013 | 갓 오브 워: 어센션          |
| 2014 | 갓 오브 워 콜렉션 (비타)    |
| 2015 | 갓 오브 워 III 리마스터     |
| 2016 |                             |
| 2017 |                             |
| 2018 |                             |
| 2019 |                             |
| 2020 |                             |
| 2021 |                             |
| 2022 |                             |
| 2023 |                             |
| 2024 |                             |
| TBA  | 갓 오브 워 (PS4)            |

- 2005년: 갓 오브 워 (PS2)
- 2007년: 갓 오브 워 II
- 2007년: 갓 오브 워 모바일
- 2008년: 갓 오브 워: 올림푸스의 사슬
- 2009년: 갓 오브 워 콜렉션 (PS3)
- 2010년: 갓 오브 워 III
- 2010년: 갓 오브 워: 스파르타의 유령
- 2011년: 갓 오브 워: 오리진 콜렉션
- 2012년: 갓 오브 워 사가
- 2013년: 갓 오브 워: 어센션
- 2014년: 갓 오브 워 콜렉션 (비타)
- 2015년: 갓 오브 워 III 리마스터
- 2018년 갓 오브 워 (PS4)

| 게임                        | 게임랭킹스 | 메타크리틱                 |
| --------------------------- | ---------- | -------------------------- |
| 갓 오브 워                  | -          | 94/100                     |
| 갓 오브 워 II               | -          | 93/100                     |
| 갓 오브 워 모바일           | -          | N/A                        |
| 갓 오브 워: 올림푸스의 사슬 | -          | 91/100                     |
| 갓 오브 워 콜렉션           | -          | 91/100 (PS3) 73/100 (Vita) |
| 갓 오브 워 III              | -          | 92/100                     |
| 갓 오브 워: 스파르타의 유령 | -          | 86/100                     |
| 갓 오브 워: 오리진 콜렉션   | -          | 84/100                     |
| 갓 오브 워 사가             | -          | N/A                        |
| 갓 오브 워: 어세션          | -          | 80/100                     |
| 갓 오브 워 III 리마스터     | -          | 81/100                     |